# Nominal Horse Power
Nominal Horse Power (deutsch: nominale Pferdestärke) abgekürzt nhp, manchmal auch NHP oder deutsch PSnom, ist eine ehemalige Einheit zur Leistungsbenennung von Dampfmaschinen, später auch von anderen Kraftmaschinen.

## Einzelheiten
Die Ursprünge der Einheit gehen auf die Zeit James Watts zurück. Die nominale Pferdestärke war keine echte Leistungsberechnung, sondern diente als Faustregel zur ungefähren Einordnung von Dampfmaschinen und wurde von Watt zunächst aus den Grunddaten des Kolbendurchmessers und der Kolbengeschwindigkeit ermittelt. Diente die Einheit anfangs noch als echte Vergleichsgröße insbesondere für stationäre Maschinen, so wandelte sie sich im Laufe der Weiterentwicklung – sowohl der Dampfmaschinen selber als auch der Messtechnik und der Berechnungsverfahren zu deren Leistungbestimmung – zu einer Berechnungsformel für statistische und andere Vergleichszwecke. Sehr lange wurde die Einheit zur Einordnung von Schiffsantriebsmaschinen beibehalten, da eine Reihe von Untersuchungsgebühren der Klassifikationsgesellschaften an die nhp-Zahl gekoppelt war.

## Umrechnungen
Für die Berechnung der nominalen Pferdestärke existieren zahlreiche Formeln. Ein großer Teil ist zur reinen Überschlagsrechnung gedacht, andere, vor allem späte Formeln gehen zum Teil erheblich genauer auf die zu berechnenden Maschinen ein. Generell lassen sich Leistungsangaben in PS zwar nicht in nhp oder umgekehrt umrechnen, es gibt aber trotzdem verschiedene grobe Überschlagswerte. Nominale Pferdestärken von schweren einfachen Stationärmaschinen werden demzufolge mit dem Faktor zwei, drei oder etwas darüber multipliziert, um die brake horse power-Leistung zu erhalten, für leichtere leistungsfähigere Maschinen, insbesondere bei mobilen Dampfmaschinen, werden Faktoren von sechs bis sieben angegeben. Für Verbundmaschinen, die mit höheren Drücken arbeiten geht der Wert dabei eher in Richtung sieben.

## Allgemeine Formeln

### Formel nach Hughes/RASE
Bei dieser Formel für einfache Dampfmaschinen, die etwa Mitte des 19. Jahrhunderts auch von der Royal Agricultural Society of England (RASE) verwendet wurde, um Landwirten die Einordnung von Dampfmaschinen in der Landwirtschaft zu vereinfachen, nahm man einen Dampfdruck von 45 psi an.
{\displaystyle nhp={\frac {D^{2}}{10}}}

### Formel nach Conway
Bei dieser Formel für Raddampfer wurde eine Kolbengeschwindigkeit von 129,7 × (Kolbenhub)1/3,35 angenommen. Damit die nominalen Pferdestärken der tatsächlichen Leistung entsprechen, ist es in dieser Formel notwendig, für den mittleren Zylinder-Dampfdruck 48 kPa (7 psi) und die mittlere Kolbengeschwindigkeit zwischen 54 und 75 m/min zu veranschlagen.
{\displaystyle {\text{nhp}}={\frac {{\text{7}}\cdot A_{K}\cdot c_{m}}{\text{33.000}}}}

### Formel nach Reed (um 1900)
Formel für einfache Dampfmaschinen, bei Kesseln mit unbekannter Oberfläche, angenommener Kolbengeschwindigkeit von 220 Fuß pro Minute und angenommenem Kesseldruck von 7 psi:
{\displaystyle nhp={\frac {D^{2}}{28}}}

## Spezielle Formeln nach Lloyds Register (Jahrhundertwende bis 1930er Jahre)

### Einfache Dampfmaschinen
Bei Kesseln mit unbekannter Oberfläche und unbekanntem Kesseldruck:
{\displaystyle nhp={\frac {D^{2}{\sqrt {S}}}{130}}}

### Verbund-Dampfmaschinen
Bei Kesseln mit unbekannter Oberfläche und unbekanntem Kesseldruck:
{\displaystyle nhp={\frac {D^{2}{\sqrt {S}}}{120}}}

### Mehrfachexpansionsdampfmaschinen
1. Bei Kesseln mit unbekannter Oberfläche und unbekanntem Kesseldruck:
{\displaystyle nhp={\frac {D^{2}{\sqrt {S}}}{100}}}
2. Bei Kesseln mit bekannter Oberfläche und bekanntem Kesseldruck (unter 160 psi):
{\displaystyle nhp={\frac {P+340}{1000}}\left({\frac {D^{2}{\sqrt {S}}}{100}}+{\frac {H}{15}}\right)}
3. Bei Kesseln mit Kesselgebläse oder Saugzug, bekannter Oberfläche und bekanntem Kesseldruck (unter 160 psi):
{\displaystyle nhp={\frac {P+340}{1000}}\left({\frac {D^{2}{\sqrt {S}}}{100}}+{\frac {H}{12}}\right)}
4. Bei Kesseln mit bekannter Oberfläche und bekanntem Kesseldruck (größer oder gleich 160 psi):
{\displaystyle nhp={\frac {P+590}{1500}}\left({\frac {D^{2}{\sqrt {S}}}{100}}+{\frac {H}{15}}\right)}
5. Bei Kesseln mit Kesselgebläse oder Saugzug, bekannter Oberfläche und bekanntem Kesseldruck (größer oder gleich 160 psi):
{\displaystyle nhp={\frac {P+590}{1500}}\left({\frac {D^{2}{\sqrt {S}}}{100}}+{\frac {H}{12}}\right)}

### Dampfturbinen
1. Bei Dampfturbinen mit bekannter Wellenleistung:
{\displaystyle nhp={\frac {P+340}{1000}}\left({\frac {SHP}{6}}+{\frac {H}{15}}\right)}
2. Bei Dampfturbinenanlagen mit Kesseln mit Kesselgebläse oder Saugzug:
{\displaystyle nhp={\frac {P+340}{1000}}\left({\frac {SHP}{6}}+{\frac {H}{12}}\right)}

### Dieselmotoren
1. Bis Ende der 1910er Jahre verwendete Formel für einfach wirkende Viertakt-Dieselmotoren:
{\displaystyle nhp={\frac {N\cdot D^{2}\cdot {\sqrt {S}}}{80}}}
2. Bis Ende der 1910er Jahre verwendete Formel für einfach wirkende Zweitakt-Dieselmotoren:
{\displaystyle nhp={\frac {N\cdot D^{2}\cdot {\sqrt {S}}}{40}}}
3. Bis Ende der 1910er Jahre verwendete Formel für doppeltwirkende Zweitakt-Dieselmotoren:
{\displaystyle nhp={\frac {N\cdot D^{2}\cdot {\sqrt {S}}}{20}}}
4. In den 1930er Jahren verwendete allgemeine Formel für Dieselmotoren:
{\displaystyle nhp={\frac {C\cdot N\cdot D^{2}}{{\frac {S}{D}}+50}}}

### Benzin- oder Paraffinmotoren
Bei Benzin- oder Paraffinmotoren mit bekannter Bremsleistung:
{\displaystyle nhp={\frac {BHP}{3,5}}}

## Formelzeichen
- {\displaystyle A_{K}}: Kolbenfläche
- {\displaystyle c_{m}}: Mittlere Kolbengeschwindigkeit
- {\displaystyle N}: Anzahl der Arbeitszylinder
- {\displaystyle D}: Durchmesser der Arbeitszylinder in Zoll
- {\displaystyle S}: Kolbenhub in Zoll (bei Gegenkolbenmaschinen die Hälfte des Gesamthubs beider Kolben)
- {\displaystyle C}: Rechengröße (bei einfachwirkenden Viertaktmaschinen = 5, bei doppeltwirkenden Viertaktmaschinen = 10, bei einfachwirkenden Zweitaktmaschinen = 9, bei doppeltwirkenden Zweitaktmaschinen = 18, bei einfachwirkenden Gegenkolben-Zweitaktmaschinen = 16)